# بحيرة أنان
بحيرة أنان أو بركة أنان، وهي من ضمن المشاريع المائية التي اقامتها الدولة اللبنانية على طول مجرى نهر الليطاني، ضمن دراسة أعدها المهندس اللبناني، إبراهيم عبد العال.

## مواصفاتها
أنشئت في عام 1958، وهي تتسع لنحو 35 مليون متر مكعب، وتعتبر مصدرا رئيسيا للري صيفا ولتشغيل معامل الكهرباء المائية شتاء وتحديدا معملي بسري وجون، وهي تروي صيفا الأراضي الزراعية والتي تقدر حاجتها بنحو 3 ملايين متر مكعب.

## إنشاؤها وفائدتها
قامت الدولة اللبنانية ضمن «مشروع الليطاني»، فحفرت نفقاً يجر مياه نهر الليطاني من بحيرة مركبا إلى بلدة أنان بطول 16 كلم، يمر تحت جبل نيحا جعلت له فتحتان جانبيتان في وادي جزين وعازور وبركة في بلدة انان لتجميع المياه ووصلتها بأنابيب فولاذية ضخمة عبر اراضي بلدة قتالة لتدير 3 معامل كهربائية واقامت تحته حوضاً تتجمع فيه المياه من جديد لتتجه في نفق آخر إلى معمل الرئيس شارل حلو، تروي مياه بركة انان «مشروع لبعا النموذجي».